# Sieboldius maai
Sieboldius maai är en trollsländeart som beskrevs av Chao 1990. Sieboldius maai ingår i släktet Sieboldius och familjen flodtrollsländor. Inga underarter finns listade i Catalogue of Life.